# Santa-Barbara-Kanal
Der Santa-Barbara-Kanal (englisch Santa Barbara Channel) ist der Teil des Pazifischen Ozeans, der vor der Küste Kaliforniens auf einer Länge von rund 130 Kilometer das Festland des US-Staates von den nördlichen der kalifornischen Kanalinseln trennt. Er ist durchschnittlich etwa 40 Kilometer breit; die größte Entfernung vom Festland zur Insel Santa Rosa beträgt 51 Kilometer, während die Insel Anacapa nicht mehr als 20 Kilometer vor dem Festland liegt. Die wichtigsten Städte am Kanal sind Ventura und Santa Barbara.
Der Santa-Barbara-Kanal verläuft in Ost-West-Richtung. Über ihn hinweg sind an klaren Tagen vom Festland aus die Kanalinseln erkennbar, wenngleich an manchen Stellen die Sicht durch im Kanal verankerte Bohrinseln behindert wird. 1969 gab es am Santa-Barbara-Kanal öffentliche Widerstände gegen die massiven Umweltschäden. Ein großer Ölteppich überzog seinerzeit den Kanal und sorgte für die ersten großen Umweltschutzbewegungen.
Ausflugsboote bieten die Überquerung des Kanals zur Beobachtung von Walen oder zur Überfahrt auf die Inseln an. Häufig werden die Boote dabei von Delfinen begleitet. Der Kanal ist bedeutende Verkehrsroute für die gewaltigen Frachtschiffe und Tanker auf ihrem Weg von und zu den Häfen von Los Angeles und Long Beach. 